# Семь вуалей
«Семь вуалей» (англ. Seven Veils) — канадский художественный фильм режиссёра Атома Эгояна с Амандой Сейфрид в главной роли. Его премьера состоялась в сентябре 2023 года на кинофестивале в Торонто.

## Сюжет
Главная героиня фильма работает в театре режиссёром. Ей предлагают инсценировать главное произведение своего учителя, адаптацию оперы Рихарда Штрауса «Саломея». В ходе работы Жанин сталкивается с неприятными воспоминаниями.

## В ролях
- Аманда Сейфрид — Жанин
- Дуглас Смит — Люк
- Ребекка Лиддьярд — Клеа
- Винесса Антуан — Рэйчел
- Марк О’Брайен — Пол
- Майя Джей Бастидас — Димитра
- Амбур Брейд — Амбур/Саломея

## Премьера и восприятие
Премьера фильма состоялась в сентябре 2023 года на кинофестивале в Торонто. В феврале 2024 года «Семь вуалей» показали и на 74-м Берлинском кинофестивале. Отзывы критиков противоречивы. Одни высоко оценивают режиссуру и новую интерпретацию классического сюжета о Саломее, другие пишут, что Эгоян в этом фильме «выходит за грань самопародии», а Сейфрид абсолютно неубедительна в роли режиссёра.